# Wohn- und Wirtschaftsgebäude Elsdorfer Straße 13

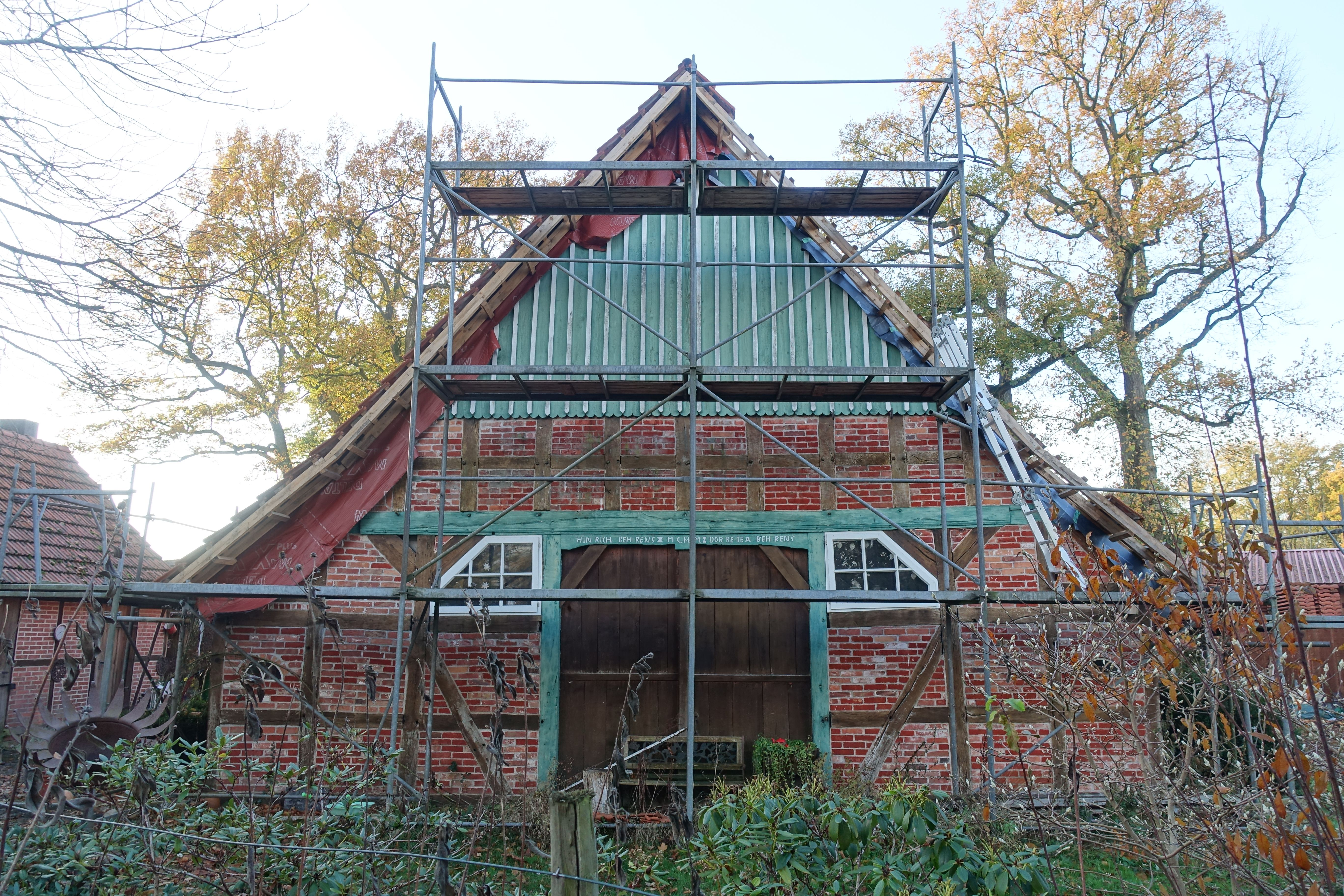
Ostgiebel (2022)

Das Wohn- und Wirtschaftsgebäude Elsdorfer Straße 13 in der niedersächsischen Gemeinde Scheeßel, Ortsteil Abbendorf, wurde am Anfang des 19. Jahrhunderts gebaut. Aktuell (2025) wird es zum Wohnen genutzt.
Das Gebäude steht unter Denkmalschutz (siehe auch Liste der Baudenkmale in Scheeßel).

## Geschichte und Beschreibung
Scheeßel wurde 1205 als Archidiakonat genannt und gehört zum heutigen Landkreis Rotenburg (Wümme).
Das eingeschossige traufständige Wohn- und Wirtschaftsgebäude als Zweiständer-Hallenhaus in Fachwerk mit Steinausfachungen, ziegelgedecktem Satteldach, regionaltypischer senkrechter Verbretterung in den oberen Giebeldreiecken und der Grooten Door mit geradem Abschluss, wurde um 1800 als Häuslingshaus gebaut.
Häuslingshäuser wurden von Großbauern oder Gutsherren für Landarbeiter, Gesinde oder jüngere Söhne des Hofeigentümers gebaut, die auf dem Bauernhof arbeiteten und dafür mietfrei oder gegen geringe Miete in dem Haus wohnen durften und sich etwas landwirtschaftlich auf Pachtland als Nebenarbeit betätigten.
Das Landesdenkmalamt befand u. a.: „… ein regionstypisches Hallenhaus der Zeit um 1800 in Zweiständerkonstruktion ….“